# Lala jezik
Lala jezik (ala’ala, nala, nara, pokau; ISO 639-3: nrz), jedan od austronezijskih jezika uže skupine papuan tip, kojim govori oko 3 000 ljudi (2007 SIL) u provinciji Central u Papui Novoj Gvineji. Leksički je najsličniji jeziku toura [don] (57%).
Mlađa generacija koristi se i tok pisinom [tpi], dok stariji poznaju i hiri motu [hmo].

## Vanjske poveznice
- Ethnologue (14th)
- Ethnologue (15th)